# Death Cab for Cutie (brano musicale)
Death Cab for Cutie è una canzone composta da Vivian Stanshall e da Neil Innes e suonata dalla Bonzo Dog Doo-Dah Band, inclusa nell'album Gorilla del 1967.

## Il brano
A differenza di molti artisti di musica demenziale, che parodiano canzoni familiari, i Bonzo si guadagnarono la reputazione per la scrittura di canzoni originali, ma facendo delle pastiche di altri generi musicali.
Innes fece la canzone ispirandosi al titolo di un vecchio pulp magazine americano che aveva visto. Nella canzone, Stanshall imita il cantare di Elvis Presley. La canzone parla della storia di un'angoscia giovanile: "Cutie" che esce in città contro il volere del suo partner, ma muore in un incidente mentre viaggiava in un taxi.

### Magical Mystery Tour
Della canzone è celebre la performance nel film Magical Mystery Tour, dove i Bonzo suonavano la canzone al Raymond Revuebar di Londra (dove, tra il pubblico, ci sono anche John Lennon e George Harrison), mentre una spogliarellista, interpretata da Jan Carson, si esibisce in uno striptease.

### Origine del titolo
Sebbene Innes ricorda di aver incontrato la frase come titolo di un pulp magazine, la frase "Death Cabe for Cutie" era stata coniata da Richard Hoggart nel suo libro The Uses of Literacy.
Ben Gibbard utilizzò il titolo della canzone per il nome del gruppo rock da lui fondato nel 1997. Nel 2011 disse: «Grazie a Dio esiste Wikipedia. Almeno adesso, la gente non dovrà chiedermi da dove venga quel fottuto nome in ogni intervista».